# Масельская
Ма́сельская (фин. Maaselkä) — промежуточная железнодорожная станция Октябрьской железной дороги на 596,55 км Мурманской железной дороги.

## Общие сведения
Станция расположена в посёлке Масельгская Пиндушского городского поселения Медвежьегорского района Республики Карелия. К станции примыкают два перегона: Масельская — Быстряги в чётном направлении (двухпутный перегон) и Масельская — Малыга в нечётном направлении (однопутный перегон).

## История

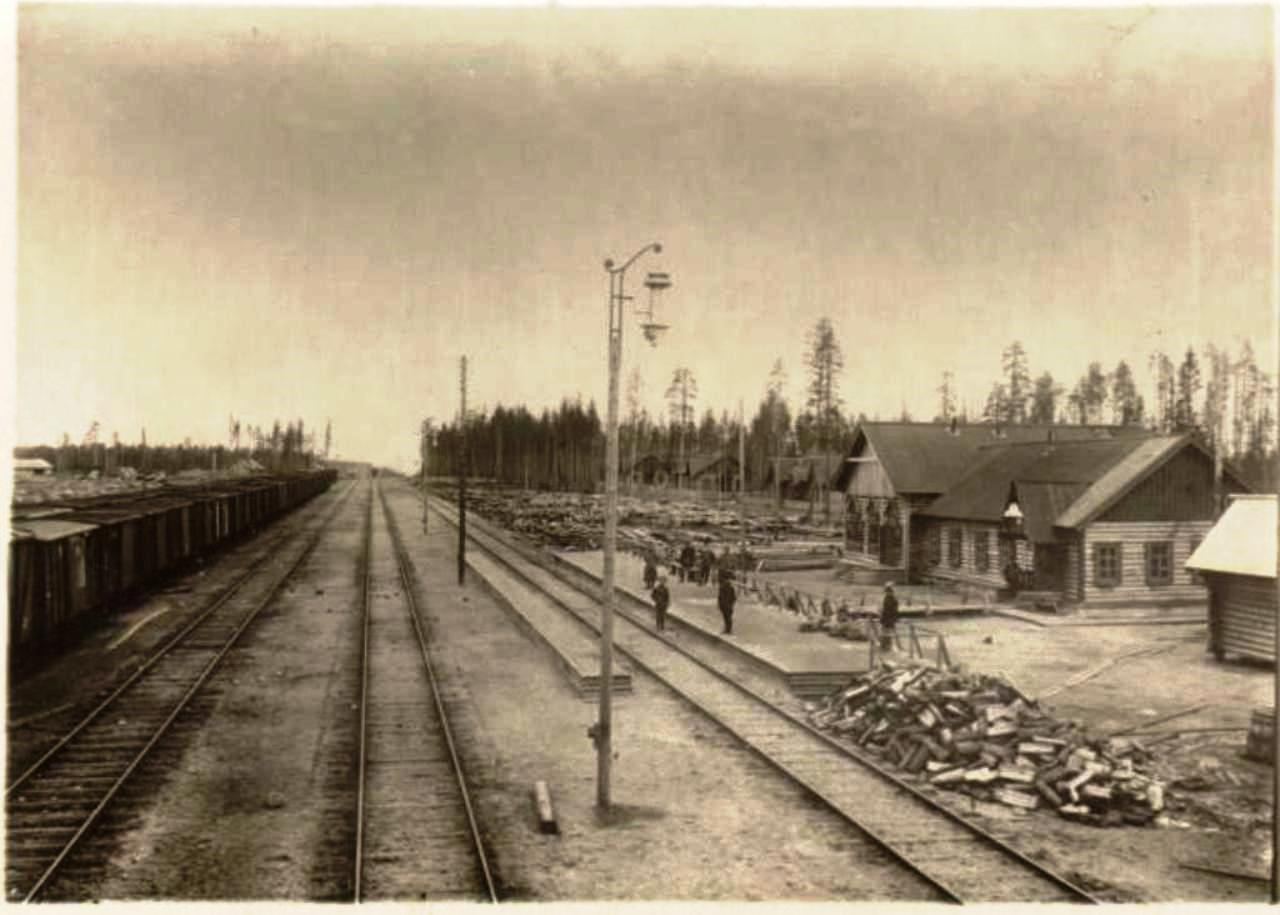
Станция в 1916 году

Открыта в 1916 году. С 1941 года по 1944 год в период советско-финской войны-продолжения большой участок Кировской железной дороги, от станции Свирь на юге и до станции Масельская на севере оказался в зоне оккупации финской армией.
Ранее при станции работало построенное в начале 1930-х годов одно из крупнейших паровозных депо Кировской дороги ТЧ-5 Масельская, разрушенное в годы войны.
У станции Масельская находится мемориальный комплекс, посвящённый павшим защитникам Отечества.
В августе 1972 года у станции состоялось открытие памятника в честь похода отряда лыжников под командованием Тойво Антикайнена.

## Пассажирское сообщение
По состоянию на 2019 год по станции отсутствует пригородное движение, пассажирские поезда дальнего следования тарифной стоянки на станции не имеют.